# Geranium rubifolium
Geranium rubifolium là một loài thực vật có hoa trong họ Mỏ hạc. Loài này được Lindl. mô tả khoa học đầu tiên năm 1840.